# Mizrachi-Joden
Mizrachi-Joden of Mizrachim (Hebreeuws: מזרחי , Mizrachi, mv. מזרחים , Mizrachim, Arabisch: يهود مزراحي), ook wel 'Oostelijke Joden' of 'Edot HaMizrach' (Hebreeuws: עֲדוֹת-הַמִּזְרָח , Oostelijke gemeenschap), is in Israël een verzamelbenaming voor Joden die afstammen van geloofsgenoten die zich in de eeuwen voor en de eerste eeuwen na Christus vestigden, dan wel zich tot deze religie bekeerden in het Midden-Oosten, Noord-Afrika, Centraal-Azië en de Kaukasus. Het betreft een etnische diversiteit van Iraakse Joden, Syrische Joden, Libanese Joden, Perzische Joden, Afghaanse Joden, Boechaarse Joden, Maghreb-Joden, Berber-Joden, Koerdische Joden, Bergjoden, Ethiopische Joden, de Joden in India, Pakistan en de Baghdadse Joden. Soms worden ook de Jemenitische Joden tot deze groep gerekend, maar meestal worden die als aparte groep gezien.

## Naamgeving en omvang
Mizrahi of Mizrachi betekent 'oostelijk' in het Hebreeuws en werd oorspronkelijk gebruikt voor de inwoners van Syrië, Irak en andere Aziatische landen. De Mizrachi werden onderscheiden van Maghrabiyyun (refererend aan 'Magreb'), ofwel Noord-Afrika. In Israël bestaat uitsluitend de term Mizrahi of soms Oriëntaalse Joden. De term wordt gebruikt sinds de jaren 90 van de 20e eeuw. De Mizrachim gebruiken de term zelf niet. Ze claimen een eigen identiteit op basis van hun voormalige land van herkomst, zoals Iraakse Joden, Perzische Joden enzovoorts.
De totale populatie Mizrachim wordt op 3 tot 3,5 miljoen mensen geschat. De grootste gemeenschappen zijn te vinden in Israël, de Verenigde Staten en Frankrijk. Sinds de jaren 1960 wonen er nog zo'n 40.000 Mizrachim in het niet-Arabische deel van het Midden-Oosten, vooral in Iran maar ook in Oezbekistan, Azerbeidzjan en Turkije. In de Arabische wereld - met name Marokko en Tunesië - wonen nog maar een paar duizend Joden. De emigratie naar Israël en de VS gaat nog steeds door.
Dit is een overzicht van immigranten naar Israël met een Mizrahi achtergrond sinds 1882.
| Oorsprong       | Aantal            |
| --------------- | ----------------- |
| Algerije        | 29.034            |
| Egypte en Sudan | 37.808            |
| Irak            | 130.994           |
| Iran            | 84.107            |
| Jemen           | 69.843            |
| Jordanië        | 64                |
| Libanon         | 4.162             |
| Libië           | 36.811            |
| Marokko         | 272.011           |
| Saoedi-Arabië   | 186               |
| Syrië           | 6.235             |
| Turkije         | 71.102 (Sefardim) |

## Religie
De meeste religieuze Mizrachim kennen dezelfde rituelen als de Sefardische Joden. Daarom worden de Mizrachim vaak bij de Sefardim ondergebracht. In Israël worden de Mizrahi onder het Sefardische opperrabinaat geschaard. De overeenkomst tussen de rituelen stamt uit de Middeleeuwen. In die periode werden Sefardische Joden verbannen uit Spanje (1492) en Portugal (1497), ze vluchtten naar Noord-Europa (vooral Frankrijk, Nederland en België) of naar het Midden-Oosten en Afrika. In het Midden-Oosten gaan de Sefardim op in de Mizrachim-gemeenschap. In Noord-Afrika vestigden zich echter zoveel Sefardim dat ze de Mizrachim (Marokkaanse- en Berber-Joden) overvleugelen. Bovendien waren de Sefardim meer welvarend dan de Mizrachim, waardoor veel Mizrachim zich aansloten bij de Sefardim in plaats van andersom.

## Diaspora

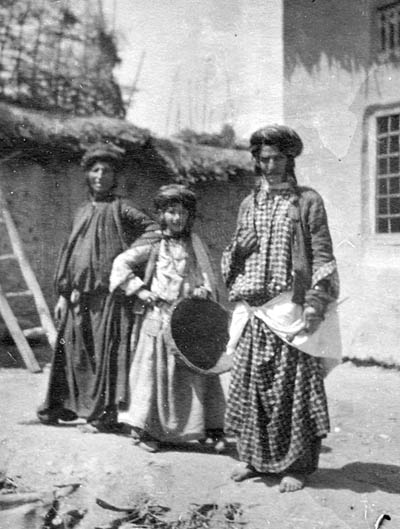
Koerdische Joden in Irak, 1905

Lange tijd werd aangenomen dat aan het einde van de periode van het joods bestuur in het Land Israël, ten tijde van de vernietiging van de Tweede Tempel in Jeruzalem (70 na Chr.) de joden verbannen zouden zijn. Gedurende de daaropvolgende eeuwen zouden die verbannen joden zich in drie groepen hebben verspreid: de Asjkenazische Joden in Centraal-, Oost- en West-Europa, de Sefardische Joden in Zuid-Europa en de Mizrachi-Joden in het Midden-Oosten, Noord-Afrika, de Kaukasus en Azië. Voor deze "verbanning" en verdeling van een en hetzelfde volk bestaat er echter geen wetenschappelijk bewijs.

## Mythen en de wetenschap
De Israëlische historicus Shlomo Sand gaat uit van meerdere joodse volken en zegt dat er geen gegevens zijn over de verbanning van het joodse volk, laat staan over deportaties uit het land Israël/Palestina door de Romeinen na de verwoesting van de tempel. Ze mochten alleen niet meer in het religieuze centrum Jeruzalem komen, maar nergens in hun rijk hebben de Romeinen verbanningsmaatregelen toegepast. De joodse 'diaspora' of verspreiding was al een gegeven in de periode ver voor het begin van de jaartelling en was niet het gevolg van dwang. Shlomo Sand ziet de verbanningsthese als een hardnekkige mythe, ontstaan onder christenen, die deze verbanningsmythe gebruikten als een straf van God voor de kruisiging van Jezus. Dit verhaal is veel later in de 19e-eeuwse romantische joodse geschiedschrijving van Heinrich Graetz e.a. overgenomen en zo tot een zionistisch motief geworden: het 'terugkeren' of 'terugbrengen' van de joden naar het door hen eens verlaten land. 
Sand zou daarom willen onderzoeken in hoeverre de huidige Palestijnse bevolking afstamt van de oorspronkelijke joodse plattelandsbevolking. Hij refereert daarbij aan de eerste premier van Israël  Ben Gurion die de opvatting van het joods-Israëlische integrationisme huldigde, wat inhield dat de Palestijnse bevolking die in het Land woont van zijn joodse etnische wortels bewust gemaakt moest worden. Na de verovering van de Westbank in 1967 verstomden de integrationistische stemmen en werden de Palestijnen, ondanks de etnische smeltkroes die ze net als de Israëli vormen, voortaan allemaal 'Arabieren' genoemd. De etnische diversiteit van onder meer ook de Mizrachim herleidt Sand tot de succesvolle bekeringsactiviteiten van het toenmalige jodendom onder verschillende volken en waaraan pas door Constantijn de Grote met een verbod voor joden om bekeerlingen te maken een einde is gekomen. Sand behandelt als voorbeelden van tot het jodendom bekeerde volken en naties: het koninkrijk van Adiabene in het huidige Koerdistan en Armenië (eerste eeuw), het Koninkrijk van Himyarin (Jemen in de 5de eeuw), de Berberstam onder ‘prinses’ Dihya al-Kahina (7de eeuw) en het joodse rijk van de Chazaren tussen Wolga, Don en Kaukasus (6de tot 10de eeuw).

## Na de stichting van de staat Israël
Door het ontstaan van de staat Israël zelf en het verdrijven van een groot deel van de Palestijnse bevolking tijdens de Nakba, verslechterde de situatie van joden in de Arabische landen. Na de Arabisch-Israëlische Oorlog van 1948 en de daaropvolgende stichting van de staat Israël, emigreerden veel Mizrachim naar het nieuwe land waar ze staatsburger konden worden - wat ze in het land van herkomst vaak niet konden. In 1956 worden 25.000 Joden Egypte uitgezet na de Suezcrisis. Vanaf de jaren 1950 kregen de resterende Joden in het Midden-Oosten en Noord-Afrika te maken met haatcampagnes. De meerderheid van de Oriëntaalse Joden vluchtte daarop naar Israël of de Verenigde Staten, maar werd ook dringend door Israel geadviseerd dat te doen. Zie het hoofdartikel: Joodse vluchtelingen uit de Arabische wereld. In Israël kregen de Mizrachi te maken met een cultuur en politiek van overwicht van joden van Europese en Amerikaanse oorsprong. Marokkaanse en Algerijnse Joden kozen als gevolg hiervan veelal voor Frankrijk als vestigingsland.

## In Israël
De Mizrachim hadden het niet makkelijk na hun vestiging in Israël. Ze kwamen van twee kanten onder druk om te vertrekken uit de landen waar ze eeuwen gewoond hadden en hebben meestal alles achter moeten laten. In Israël begonnen ze weer onder aan de maatschappelijk ladder. Werd door de Europese Joden - die door de Tweede Wereldoorlog alles waren kwijt geraakt - Israël ondanks alles als redding gezien, de Mizrachim zagen Israël als een stap terug. Daarbij komt dat de Mizrachim zeer veel verschillende talen spraken, wat de communicatie en integratie bemoeilijkte. De Mizrachim werden - net als andere vluchtelingen - in tentenkampen gehuisvest, waarna ze veelal terechtkwamen in kibboetsen. Dit was ook geen succes omdat de Mizrachim geen traditie van landbouw hadden. Economisch gezien hadden de Mizrachim het naar hun eigen mening moeilijker dan andere groepen in het jonge Israël.
In de eerste decennia was de kloof tussen Europese en Oriëntaalse Joden vrij groot. Inmiddels zijn de Oriëntaalse Joden beter geïntegreerd in wat de Israëlische maatschappij is geworden. Toch blijven de Mizrachim economisch gezien wat achter bij voormalige Europese Joden. Zo is het onderwijsniveau van Mizrachim beduidend lager dan dat van bijvoorbeeld de Asjkenazim. In 2004 lag het gemiddelde inkomen van Mizrachim zo'n 35% lager dan het inkomen van Europese Joden. Naarmate de integratie toeneemt, neemt het verschil wel af.
Sinds 2017 is 75% van de bevolking van Israël daadwerkelijk in Israël (of historische territoriale voorlopers: Mandaatgebied Palestina) geboren. Daarmee neemt het onderscheid tussen Ashkenazim, Sefardim en Mizrahi af. In Israël geboren Joden worden Sabra genoemd, naar de gelijknamige cactus.

## Bekende Mizrachi-Joden in Israël
- Dana International (1972), zangeres en transgenderist
- Gila Gamliel (1974), politica
- Dalia Itzik (1952), voormalig Knessetvoorzitter en waarnemend president
- Moshe Katsav (1945), oud-president
- Yosef Shiloach (1941-2011), acteur
- Eli Yishai (1962), politicus